# Secuestro de niños por la Alemania nazi
El secuestro de niños extranjeros por parte de la Alemania nazi (en polaco: Rabunek dzieci), parte del Generalplan Ost (GPO), implicaba llevar a los niños considerados "arios" del resto de Europa y trasladarlos a la Alemania nazi con el objetivo de la germanización, o adoctrinamiento para convertirse en alemanes culturalmente.
Con más de 200 000 víctimas, la Polonia ocupada tuvo la mayor proporción de niños secuestrados. Se estima que 400 000 niños fueron secuestrados en toda Europa.
El objetivo del proyecto era adquirir y "germanizar" a los niños con rasgos supuestamente arios y nórdicos, que los funcionarios nazis consideraban descendientes de los colonos alemanes que habían emigrado a Polonia. Los etiquetados como "racialmente valiosos" fueron germanizados por la fuerza en centros y luego enviados a familias alemanas y escuelas de origen de las SS. En el caso de los niños mayores utilizados como trabajo forzado en Alemania, los que se determinó que eran racialmente "no alemanes" fueron enviados a campos de exterminio y campos de concentración, donde fueron asesinados u obligados a servir como sujetos de prueba vivos en experimentos médicos alemanes y por lo tanto a menudo torturados o asesinados en el proceso.

## Contexto histórico
En un conocido discurso a sus comandantes militares en Obersalzberg el 22 de agosto de 1939, Adolf Hitler condenó el asesinato sin piedad de todos los hombres, mujeres y niños de raza o idioma polaco.
El 7 de noviembre de 1939, Hitler decretó que Heinrich Himmler, cuyo título alemán en ese momento era Reichskomissar für die Festigung deutschen Volkstums, sería responsable de la política con respecto a la población de los territorios ocupados. El plan para secuestrar a niños polacos probablemente fue creado en un documento titulado Rassenpolitisches Amt der NSDAP.
El 25 de noviembre de 1939, Himmler recibió un documento de 40 páginas titulado (en traducción al español) 'La cuestión del tratamiento de la población en los antiguos territorios polacos desde una perspectiva político-racial'. El último capítulo del documento se refería a niños polacos «racialmente valiosos» y planeaba adquirirlos con fuerza para los planes y propósitos alemanes:
Deberíamos excluir de las deportaciones a niños racialmente valiosos y criarlos en el antiguo Reich en instalaciones educativas adecuadas o en el cuidado familiar alemán. Los niños no deben ser mayores de ocho o diez años, porque solo hasta esta edad realmente podemos cambiar su identificación nacional, eso es la «germanización final». Una condición para esto es la separación completa de cualquier familiar polaco. Los niños recibirán nombres alemanes, su ascendencia será dirigida por una oficina especial.
El 15 de mayo de 1940, en un documento titulado (en alemán) Einige Gedanken ueber die Behandlung der Fremdenvoelker im Osten ('Algunos pensamientos sobre el tratamiento de los extranjeros raciales en el este'), y en otro Memorándum de alto secreto con distribución limitada, fechado el 25 de mayo de 1940, titulado (en traducción al español) 'El tratamiento de los extranjeros raciales en el este', Himmler definió directivas especiales para el secuestro de niños polacos. Himmler «también describió la administración de Polonia incorporada y el Gobierno General, donde los polacos debían ser asignados al trabajo obligatorio, y los niños seleccionados racialmente debían ser secuestrados y germanizados».
Entre los puntos centrales de Himmler:
- En el territorio de Polonia, solo quedarían cuatro escuelas primarias, en las cuales la educación sería estrictamente limitada. A los niños se les enseñaría a contar hasta quinientos, a escribir su propio nombre, y que Dios ordenó a los polacos que sirvieran a los alemanes. Se determinó que la escritura era innecesaria para la población polaca.
- Los padres que deseaban una mejor educación para sus hijos tendrían que solicitar un permiso especial a las SS y la policía. El permiso se otorgaría a los niños considerados «racialmente valiosos». Esos niños serían llevados a Alemania para ser germanizados. Incluso entonces, el destino de cada niño estaría determinado por la lealtad y la obediencia al estado alemán de sus padres. Un niño determinado como «de poco valor racial» no recibiría más educación.
- La selección anual se realizaría cada año entre los niños de seis a diez años de acuerdo con las normas raciales alemanas. Los niños considerados adecuadamente alemanes serían llevados a Alemania, con nuevos nombres y más germanizados.[7] El objetivo del plan era destruir a los «polacos» como grupo étnico, y dejar dentro de Polonia una considerable población de esclavos para ser utilizada en los próximos diez años. Dentro de quince a veinte años, los polacos serían completamente erradicados.[9]

El 20 de junio de 1940, Hitler aprobó las directivas de Himmler, ordenando que se enviaran copias a los órganos principales de las SS, a los Gauleiters en los territorios ocupados por los alemanes en Europa Central, y al gobernador del Gobierno General, y ordenando que la operación de secuestro de niños polacos con el fin de buscar descendientes arios para la germanización sea una prioridad en esos territorios. Entre 1940 y 1945, según las estimaciones oficiales polacas, aproximadamente doscientos mil niños polacos fueron secuestrados por los nazis.

### Fuera de Polonia
Un gran número de niños también fueron secuestrados en otros lugares además de Polonia: unos doscientos mil niños fueron sacados de la Unión Soviética y unos diez mil niños fueron tomados de Europa occidental y sudoriental.
Himmler reflexionó sobre el inicio de proyectos similares en la Francia ocupada por los alemanes. Los registros de las reflexiones de Hitler expresaban su creencia de que «el problema francés» se resolvería mejor mediante extracciones anuales de varios niños racialmente sanos, elegidos de la «población germánica de Francia». Prefirió que los pusieran en internados alemanes, para separarlos de su nacionalidad francesa «incidental», y hacerlos conscientes de su «sangre germánica». Hitler respondió que las «tendencias religiosas pequeño burguesas del pueblo francés» harían casi imposible «salvar a los elementos germánicos de las garras de la clase dominante de ese país». Martin Bormann creía que era una política ingeniosa, y lo señalaba en el registro del documento como una «teoría siniestra».

## Condiciones de los secuestros

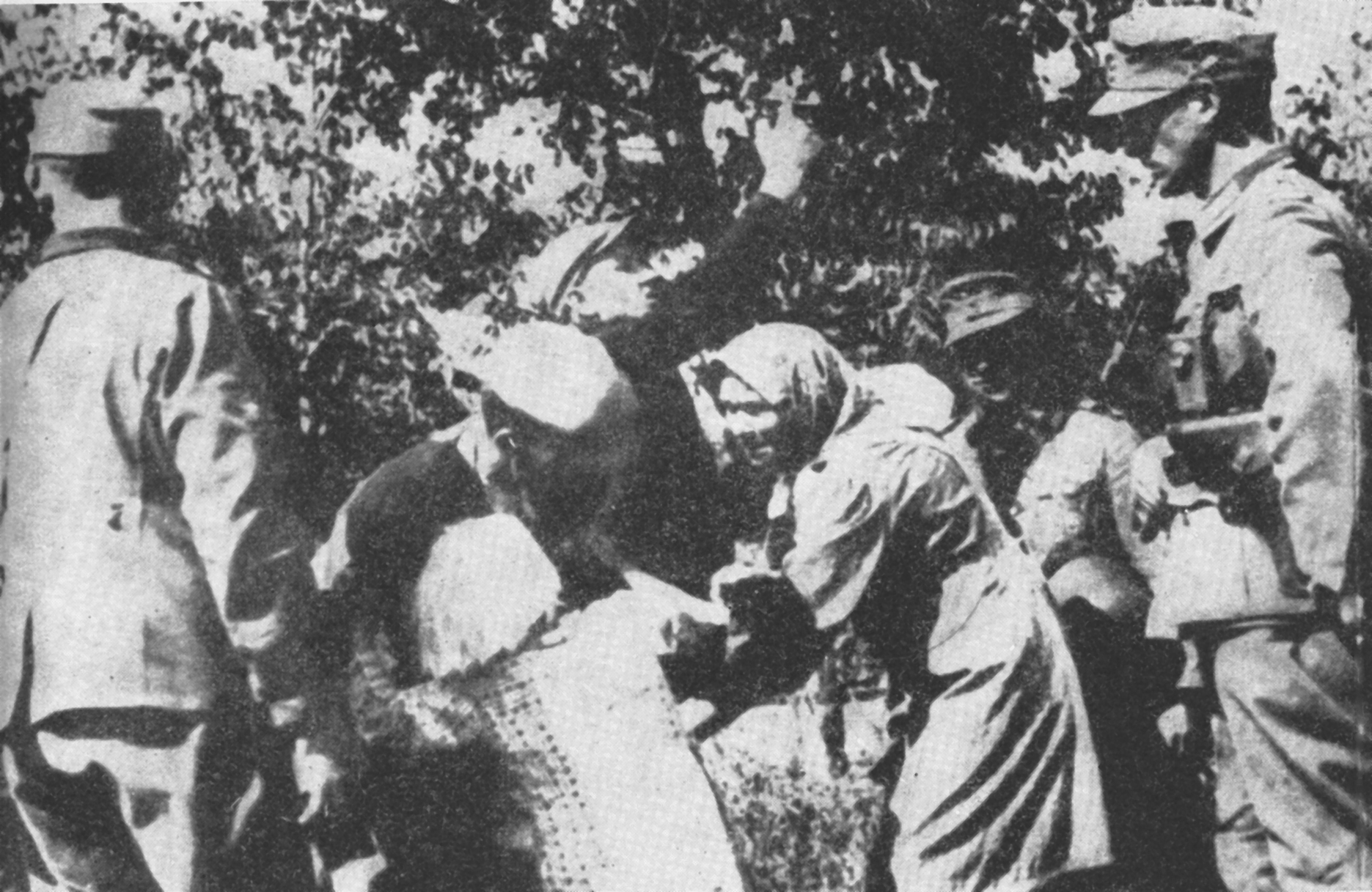
Secuestro de niños polacos durante la operación de reasentamiento nazi en el condado de Zamość

Un gran porcentaje de niños fueron secuestrados durante la expulsión de polacos por parte de la Alemania nazi como parte de la política del Lebensraum. Solo en el condado de Zamość, unos treinta mil niños fueron detenidos. De los doscientos mil niños polacos deportados por los alemanes antes del final de la guerra, solo el 15-20% fueron recuperados. Más de diez mil niños murieron en los campos de Zwierzyniec, Zamość, Auschwitz, Majdanek o durante el transporte en vagones de ganado. Miles de ellos fueron enviados por ferrocarril a Garwolin, Mrozów, Sobolew, Łosice, Chełm y otras ciudades. Como informó un testigo: «Vi niños que fueron arrebatados de sus madres, algunos incluso fueron arrancados del pecho. Fue una visión terrible: la agonía de las madres y los padres, la paliza de los alemanes y el llanto de los niños».
Las condiciones fueron muy duras, ya que los niños no recibieron alimentos ni agua durante muchos días. Muchos niños murieron como resultado de asfixia en el verano y frío en el invierno. Los trabajadores ferroviarios polacos, a menudo arriesgando sus vidas, intentaron alimentar a los niños encarcelados o darles ropa de abrigo. A veces, los guardias alemanes podían ser sobornados con joyas u oro para permitir que pasaran los suministros, y en otros casos vendían algunos de los niños a los polacos. En Bydgoszcz y Gdynia, los polacos compraron niños por 40 Reichsmarks. En algunos lugares, el precio alemán para un niño polaco era de 25 zlotys.
Los niños fueron secuestrados por la fuerza, a menudo después de que sus padres habían sido asesinados en campos de concentración o fusilados como «partisanos», incluido un puñado de los niños de Lídice. A estos niños no se les permitiría permanecer incluso con otros parientes vivos. Algunos supuestamente pertenecían a soldados alemanes y madres extranjeras, y otros fueron declarados «huérfanos alemanes» que habían sido criados por familias no alemanas. De hecho, los orfanatos y hogares de niños, junto con los niños que viven con padres adoptivos, se encontraban entre los primeros grupos seleccionados, en la creencia de que los polacos «polonizaron» deliberadamente y sistemáticamente a los niños étnicamente alemanes. A los padres adoptivos alemanes se les dijo más tarde que los niños habían recibido falsos certificados de nacimiento polacos para despojarlos de su herencia alemana.
Más tarde, los niños fueron enviados a centros e instituciones especiales o, como los alemanes los llamaron, «campos de educación infantil» (Kindererziehungslager), que, en realidad, eran campos de selección donde se ponían a prueba sus «valores raciales», destruyendo sus métricas originales de nacimiento, y sus nombres polacos cambiaron a nombres alemanes, como parte de la germanización. Los niños que fueron clasificados como «de poco valor» fueron enviados a Auschwitz o Treblinka.

## Selección

El plan Kinder-KZ dentro del mapa del gueto de Litzmannstadt firmado con el número 15; donde se seleccionaron niños polacos

Los niños fueron colocados en campamentos temporales especiales del departamento de salud, o Lebensborn e.V., llamados en alemán Kindererziehungslager ('campamentos de educación infantil'). Luego pasaron por una «selección de calidad» o «selección racial» especial: un examen racial detallado, combinado con pruebas psicológicas y exámenes médicos realizados por expertos de RuSHA o médicos del Gesundheitsamt (departamento de salud). El «valor racial» de un niño determinaría a cuál de los once tipos raciales se le asignó, incluidos 62 puntos que evalúan las proporciones corporales, el color de los ojos, el color del cabello y la forma del cráneo.
Durante este proceso de prueba, los niños se dividieron en tres grupos (en traducción al inglés):
1. «crecimiento deseado de la población» (erwünschter Bevölkerungszuwachs);
2. «crecimiento de la población aceptable» (tragbarer Bevölkerungszuwachs); y
3. «crecimiento demográfico no deseado» (unerwünschter Bevölkerungszuwachs).[20]

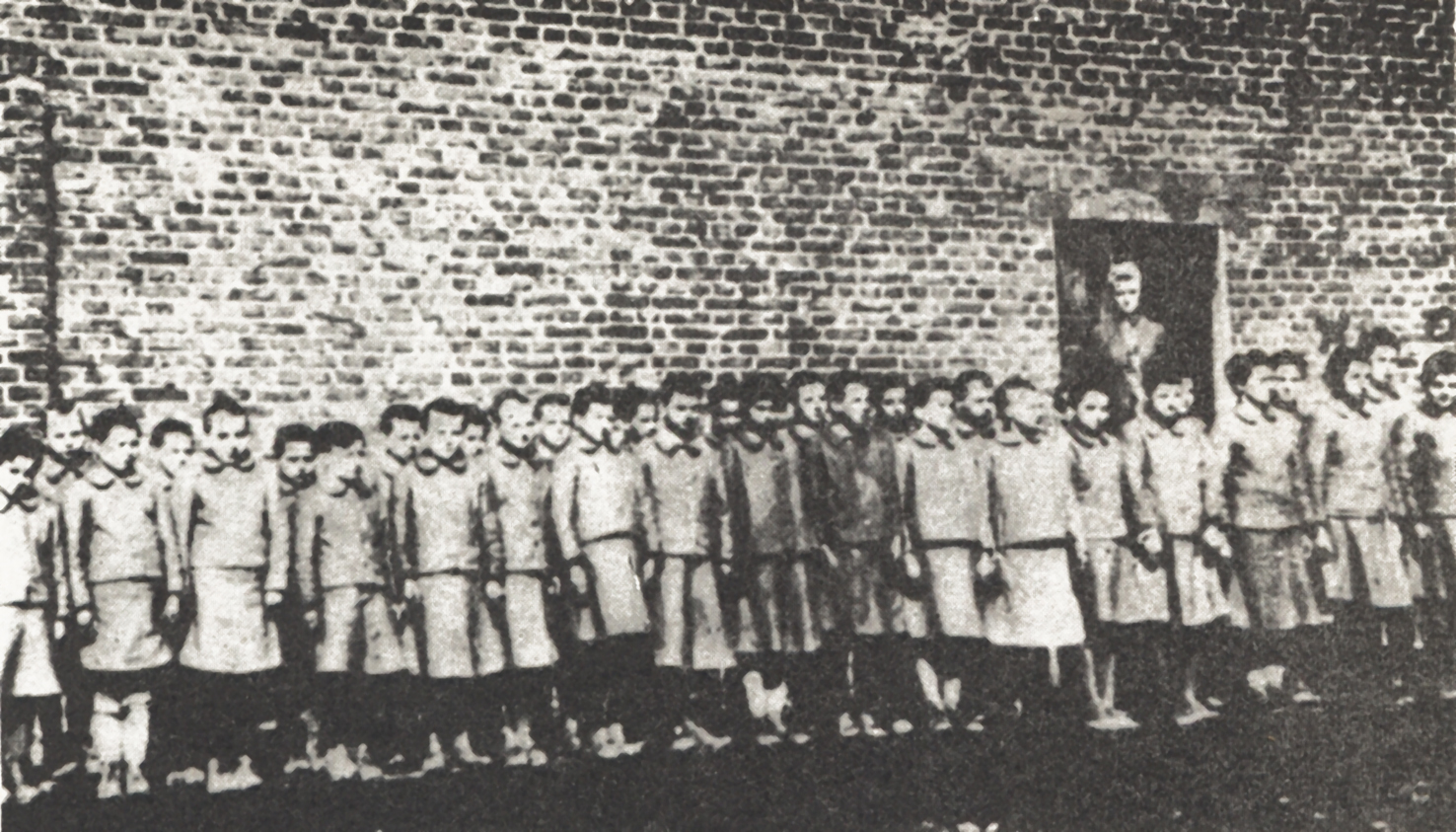
Niños polacos en el campo de trabajo en Dzierżązna, cerca de Zgierz

Los fracasos que podrían resultar en un niño, que de otra manera se ajustaba a todos los criterios raciales, en el segundo grupo incluían rasgos tales como «cabeza redonda» que se refieren a la forma del cráneo. Los niños podrían ser declarados el tercer grupo por tuberculosis, forma de cráneo «degenerada» o por «características gitanas». Una niña que luego fue identificada por una pequeña marca de nacimiento habría sido rechazada si la marca de nacimiento hubiera sido mucho más grande.
Estos exámenes raciales determinaron el destino de los niños: si serían asesinados, enviados a campos de concentración o si tendrían otras consecuencias. Por ejemplo, después de alejar por la fuerza a un niño de sus padres, los «exámenes médicos» podrían realizarse en secreto y disfrazados.
Muchos nazis estaban asombrados por la cantidad de niños polacos que exhibían rasgos «nórdicos», pero asumieron que todos esos niños eran genuinamente alemanes, que habían sido polonizados; Hans Frank invocó tales puntos de vista cuando declaró: «Cuando vemos a una niña de ojos azules, nos sorprende que esté hablando en polaco». Entre los niños que se creía que eran genuinamente alemanes, había niños cuyos padres habían sido ejecutados por resistirse a la germanización.

## Documentación alemana
Una vez seleccionados, los niños entre seis y doce fueron enviados a hogares especiales. Sus nombres fueron alterados a alemanes de sonido similar. Se vieron obligados a aprender alemán y los golpearon si persistían en hablar polaco. Se les informó que sus padres estaban muertos, incluso si no lo estaban. Los niños que no aprendían alemán o recordaban su origen polaco fueron enviados de regreso a campamentos juveniles en Polonia. En algunos casos, los esfuerzos fueron tan exitosos que los niños vivieron y murieron creyendo ser alemanes. Los niños muy pequeños, entre dos y seis, fueron enviados a hogares Lebensborn, que originalmente habían sido instituidos para proporcionar refugio a madres solteras y niños ilegítimos considerados racialmente valiosos. Allí, serían observados por un período.
En cualquier caso, si no fueron descalificados en la institución respectiva, fueron colocados en adopción. Los nazis idearían nombres alemanes y nuevos certificados de nacimiento para ocultar su pasado. En el proceso, se les denominó «niños alemanes polonizados» o «niños de ascendencia alemana» o incluso «huérfanos alemanes». Las órdenes prohibieron dar a conocer al público el término «niños polacos germanizables». Esto fue para evitar que fueran vistos como polacos por las personas que conocieron, y así se estigmatizaron. Algunos padres fueron informados de que los certificados de nacimiento de los niños habían sido falsificados, para mostrarlos como polacos y robarles su herencia alemana. Las autoridades se mostraron reacias a permitir que los niños fueran adoptados oficialmente, ya que los procedimientos podrían revelar su origen polaco. De hecho, algunos niños fueron maltratados cuando sus padres adoptivos supieron que eran polacos.
La adopción también fue problemática porque la vigilancia o más información podría revelar problemas con el niño. Cuando se supo que la madre de Rosalie K era epiléptica, por ejemplo, se concluyó de inmediato, a pesar de los deseos de sus padres adoptivos alemanes, que la germanización, la educación y la adopción, por lo tanto, no eran justificables.
Cuando los padres adoptivos exigieron certificados de adopción, se les falsificaron dichos registros.

## Asesinato de niños de Zamość en Auschwitz

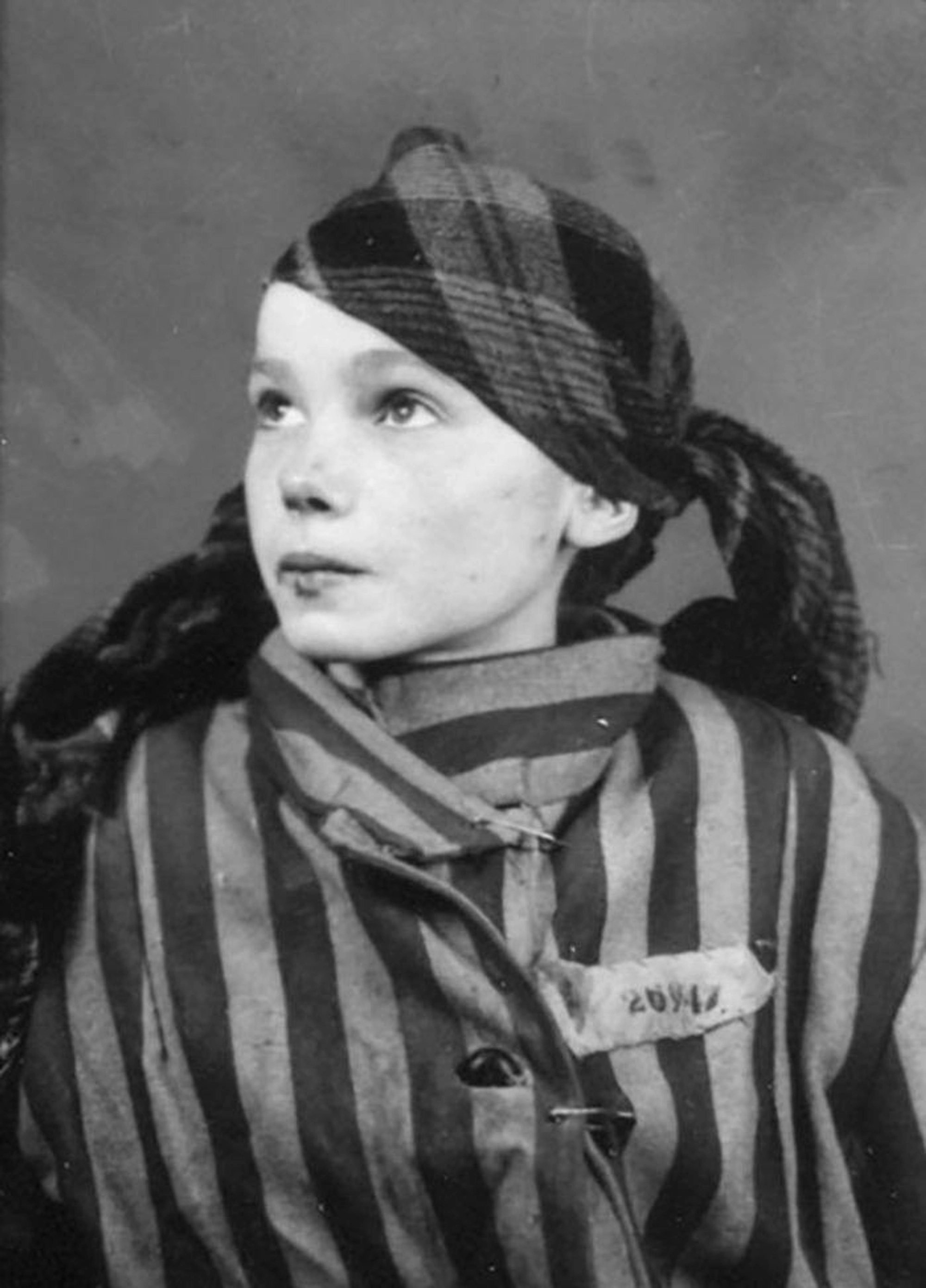
Czesława Kwoka, uno de los muchos niños polacos asesinados en Auschwitz por los nazis

En el campo de concentración de Auschwitz, entre doscientos y trescientos niños polacos del área de Zamość fueron asesinados por los nazis mediante inyecciones de fenol. El niño fue colocado en un taburete, ocasionalmente con los ojos vendados y un trozo de toalla. La persona que realiza la ejecución coloca una de sus manos en la parte posterior del cuello del niño y otra detrás del omóplato. Mientras se sacaba el pecho del niño, se utilizó una aguja larga para inyectar una dosis tóxica de fenol en el pecho. Los niños generalmente morían en minutos. Un testigo describió el proceso como mortalmente eficiente: «Como regla general, ni siquiera se oiría un gemido. Y no esperaron hasta que la persona condenada realmente muriera. Durante su agonía, fue llevado de ambos lados debajo de las axilas y arrojado a un pila de cadáveres en otra habitación... Y la siguiente víctima tomó su lugar en el taburete».
Para engañar a los niños que pronto serán asesinados en obediencia, los alemanes les prometieron que trabajarían en una fábrica de ladrillos. Sin embargo, otro grupo de niños, niños de entre ocho y doce años, lograron advertir a sus compañeros reclusos pidiendo ayuda cuando los nazis los estaban matando: «¡Mamo! ¡Mamo!» ('¡Mamá! ¡Mamá!') Los gritos moribundos de los jóvenes fueron escuchados por varios reclusos y les causaron una impresión inolvidable.[cita requerida]
Algunos de los niños también fueron asesinados en las cámaras de gas de Auschwitz; otros murieron como resultado de las condiciones del campo.

## Experimentos médicos en niños secuestrados
Los niños que no aprobaron exámenes y criterios nazis severos y que, por lo tanto, fueron seleccionados durante la operación, fueron enviados como sujetos de prueba para experimentos en centros especiales. Los niños enviados allí oscilaron entre los ocho meses y los dieciocho años. Dos de estos centros estaban ubicados en la Polonia ocupada por los alemanes. Uno de ellos, Medizinische Kinderheilanstalt, estaba en Lubliniec, en la Alta Silesia, en este centro los niños también estaban sujetos a «eutanasia forzada»; mientras que el segundo estaba ubicado en Cieszyn. A los niños se les dieron drogas psicoactivas, productos químicos y otras sustancias para pruebas médicas, aunque en general se sabía que el verdadero propósito de esos procedimientos era su exterminio en masa.
Los niños más débiles sujetos a experimentos generalmente murieron en un tiempo relativamente corto por las dosis de drogas, y los que sobrevivieron trajeron gran curiosidad; Se registraron todos los efectos secundarios y su comportamiento. Como la mayoría murió, la documentación fue falsificada para ocultar rastros de experimentos, por ejemplo, dando la causa de la muerte como consecuencia de una infección pulmonar o un corazón débil. Según las estadísticas de muertes en el campamento especial en Lublin, se estimó que de los 235 niños entre diez y catorce años que recibieron inyecciones del barbitúrico Luminal, 221 murieron. Desde agosto de 1942 hasta noviembre de 1944, el 94% de los niños que habían sido sometidos a experimentos médicos alemanes murieron.

## Heuaktion
En un plan llamado Heuaktion, descrito en un memorándum de «alto secreto» presentado al ministro del Interior alemán, Heinrich Himmler, el 10 de junio de 1944, el SS-Obergruppenfuehrer Gottlob Berger, jefe del personal de dirección política (jefe de la oficina principal de liderazgo de las SS en Berlín), coautor del folleto de Himmler, Der Untermensch, y promotor del folleto Mit Schwert und Wiege ('Con la espada y la cuna') para el reclutamiento de no alemanes, propuso que el 9.º Ejército Alemán «evacuara» entre cuarenta mil y cincuenta mil niños de entre diez y catorce años del «territorio del Grupo de Ejércitos "Centro"» para trabajar para el Tercer Reich.
La Heuaktion no se implementó ampliamente, debido en parte quizás a los siguientes argumentos en su contra: «El Ministro [Himmler] temía que la acción tendría consecuencias políticas más desfavorables, que sería considerada como el secuestro de niños, y que los menores no representaban un activo real para la fuerza militar del enemigo de todos modos... Al Ministro le gustaría para ver la acción confinada a los jóvenes de quince a diecisiete años». Sin embargo, entre marzo y octubre de 1944, veintiocho mil niños entre las edades de diez y dieciocho años fueron deportados de Bielorrusia para trabajar en la industria armamentística alemana.

## Esfuerzos de repatriación durante la posguerra
El alcance del programa quedó claro para las fuerzas aliadas en el transcurso de los meses, ya que encontraron grupos de niños «germanizados» y se dieron cuenta de que había muchos más en la población alemana. Al localizar a estos niños aparecieron sus historias de instrucción forzosa en el idioma alemán y cómo se mataron los fracasos. Los equipos se constituyeron para buscar a los niños, un punto particularmente importante cuando se trata con instituciones, donde un solo investigador solo podía entrevistar a unos pocos niños antes de que se entrenara al resto para proporcionar información falsa. Muchos niños tuvieron que ser atraídos a decir la verdad; como, por ejemplo, felicitar a su alemán y preguntarles cuánto tiempo lo habían hablado, y solo cuando se les dijo que un niño de nueve años había hablado alemán durante cuatro años, señalando que debieron haber hablado antes, después de lo cual el niño podría ser llevado a admitir haber hablado polaco. Algunos niños sufrieron un trauma emocional cuando fueron retirados de sus padres adoptivos alemanes, a menudo los únicos padres que recordaban, y regresaron a sus padres biológicos, cuando ya no recordaban el polaco, solo el alemán. Los niños mayores generalmente recordaban Polonia; los más jóvenes de diez años habían olvidado mucho, pero a menudo se les recordaba cosas como las canciones infantiles polacas; el más joven no tenía recuerdos de los que pudiera acordarse.
Las fuerzas aliadas hicieron esfuerzos para repatriarlos. Sin embargo, muchos niños, particularmente polacos y yugoslavos, que se encontraban entre los primeros en ser declarados, declararon que se los encontró alemanes. Los niños rusos y ucranianos, aunque no llegaron a esta etapa, todavía se les había enseñado a odiar a sus países de origen y no querían regresar. Mientras que muchos padres adoptivos dieron a luz voluntariamente a niños bien cuidados, otros niños fueron abusados o utilizados para el trabajo, y otros hicieron grandes esfuerzos para ocultarlos.
Después de la guerra, los Estados Unidos se ocuparon del secuestro de niños por parte de los nazis. Muchos niños testificaron, aunque muchos de sus padres tenían miedo de dejarlos regresar a Alemania. De 1947 a 1948, los juicios de Núremberg, al condenar a Ulrich Greifelt y otros en el Juicio del RuSHA, dictaminaron que los secuestros, exterminios y germanización constituyeron genocidio.
Solo del 10 al 15 por ciento de los secuestrados regresaron a sus hogares. Cuando cesaron los esfuerzos aliados para identificar a esos niños, todavía quedaban 13 517 consultas abiertas, y estaba claro que las autoridades alemanas no las devolverían.
En Alemania, se cree que cientos de miles de alemanes podrían ser descendientes de niños polacos secuestrados. Sin embargo, es muy poco probable que las personas sean conscientes de tener ascendencia polaca oculta, y los casos de tal conocimiento son extremadamente raros.